# Schloss Skottorp

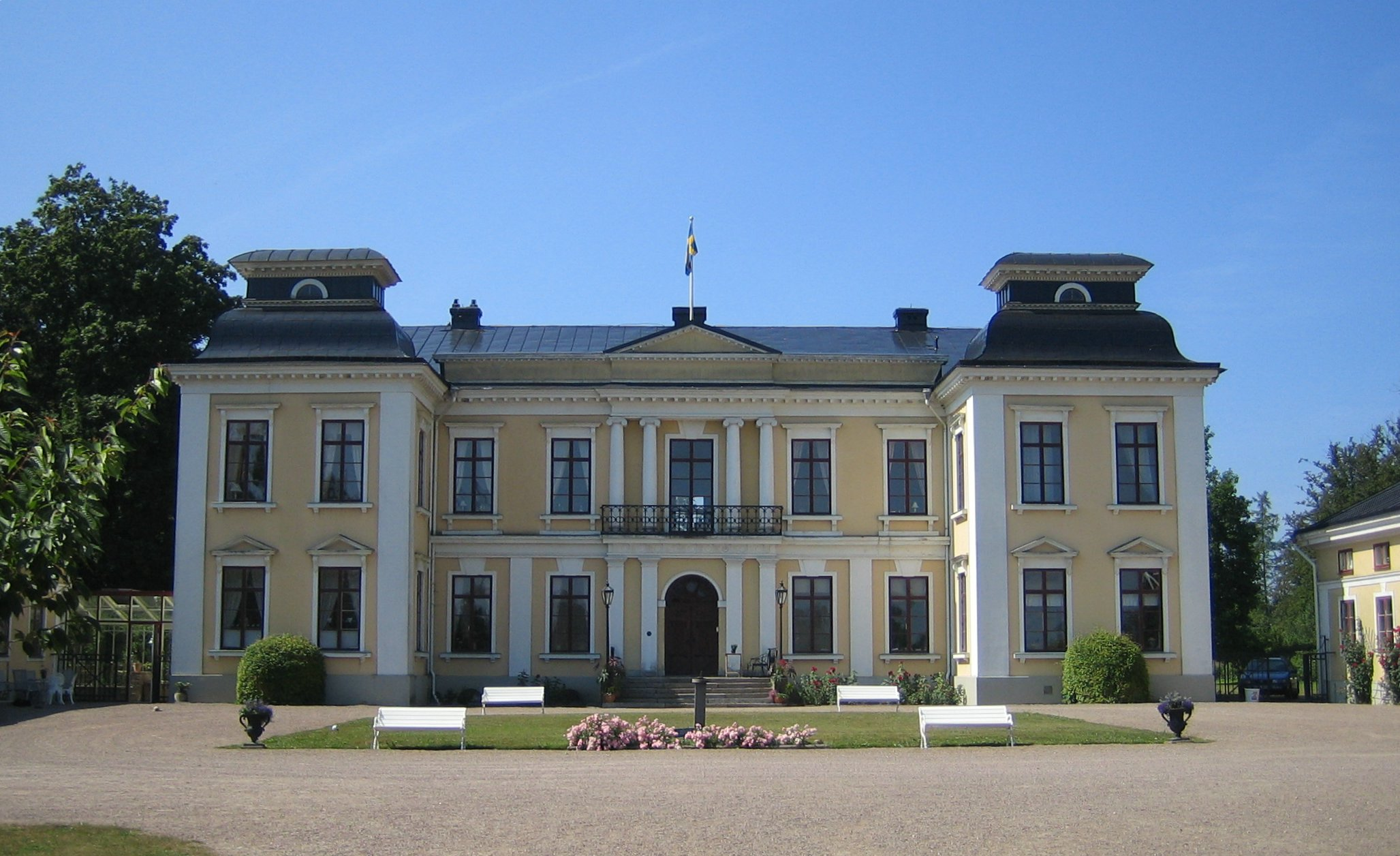
Schloss Skottorp

Schloss Skottorp  (schwedisch: Skottorps slott) liegt etwa 12 km südwestlich der schwedischen Stadt Laholm in der Provinz Halland.
Das Schloss wurde in der zweiten Hälfte des 17. Jahrhunderts nach Plänen des Architekten Nicodemus Tessin der Ältere (1615–1681) erbaut. In den 1820er Jahren wurde es im klassizistischen Stil umgebaut und modernisiert. Die Inneneinrichtung besteht aus einer gut erhaltenen Empire-Einrichtung. Das Schloss wurde 1986 als Byggnadsminne in die Liste schwedischer Kulturdenkmäler aufgenommen.